# Nationalpark Phu Phan
Der Nationalpark Phu Phan (thailändisch อุทยานแห่งชาติภูพาน) ist ein Nationalpark in Thailand. Er liegt in der Nordostregion des Landes, dem so genannten Isan, in den Provinzen Sakon Nakhon und Kalasin.
Bisher besuchten offiziell etwa 35.000 Besucher den Park (Stand August 2008).
Die Parkverwaltung befindet sich im Tambon Huai Yang des Landkreises (Amphoe) Mueang Sakon Nakhon in der Provinz Sakhon Nakhon.

## Geographie
Der Nationalpark Phu Phan ist einer von vier Nationalparks, die in den Phu-Phan-Bergen liegen. Diese waren einst das Rückzugsgebiet kommunistischer Rebellen. Während des Zweiten Weltkriegs versteckte die Seri-Thai-Bewegung ihre Waffen in der Seri-Thai-Höhle in diesen Bergen, die sie für den Widerstand gegen die Japanische Invasion benötigten.
Bei Kham Hom liegt der Königliche Phu-Phan-Palast, der als Basis für die Arbeit der königlichen Familie mit der armen Bevölkerung des Nordostens dient.

### Klima
Die heiße Jahreszeit mit Temperaturen bis zu 40 °C dauert etwa von Ende Januar bis Mai. Im Juni beginnt die Regenzeit, die bis Oktober andauert, mit insgesamt 1500 mm Jahresniederschlag. Die kühle Jahreszeit dauert von November bis Januar, dabei können die Temperaturen abends bis auf 17 °C abfallen.

## Fauna
- 24 Vogelarten sind hier gesichtet worden.
- Muntjak und Sambarhirsch bevölkern den Nationalpark. Einige wenige wilde Exemplare des Asiatischen Elefanten sollen hier noch leben.

## Sehenswürdigkeiten
- Der Kam-Hom-Wasserfall (Thai: น้ำตกคำหอม) ist ein beliebtes Ziel für Wochenendausflüge der Einheimischen. Über drei Stufen fällt das Wasser von Oktober bis November aus einer Höhe von 600 Metern.
- Der Pricha-Sukh-San-Wasserfall (Thai: น้ำตกปรีชาสุขสันต์) ergießt sich im Winkel von etwa 30–40° über ein zwölf Meter hohes Steinfeld.
- Eine natürliche Brücke aus Fels (Thai: สะพานหินธรรมชาติ) verbindet mit einer Breite von etwa 1,5 Metern über acht Meter zwei Felsvorsprünge.
- Phra That Phu Phek (Thai: พระธาตุภูเพ็ก) – die Ruine eines Khmer-Tempels, der für eine Reliquie des Buddha erbaut worden sein soll liegt auf dem Phu-Phan-Berg, eine Treppe mit 500 Stufen führt hinauf.
- Die Seri-Thai-Höhle (Thai: ถ้ำเสรีไทย) liegt etwas versteckt. Sie diente als Versteck der „Thai Seri“ im Zweiten Weltkrieg.